# Sonates pour piano d'Eisler
Hanns Eisler, élève d'Arnold Schoenberg, n'adhéra jamais définitivement au dodécaphonisme. Sa musique est tantôt tonale, tantôt sérielle. Dans les trois sonates qu'il compose pour le piano il adapte la technique sérielle en la simplifiant pour la rendre plus directe, claire et accessible au plus large public.

## Sonate nº 1 opus 1
Composée en 1923, elle reçut le prix de la Ville de Vienne.
- Allegro
- Intermezzo, Andante con moto : passacaille à treize variations.
- Finale: allegro

## Sonate nº 2 opus 6
Composée en 1924 à partir d'un thème de seize mesures suivi de quatorze variations dans une écriture dodécaphonique stricte.

## Sonate nº 3
Composée en 1943, elle adopte un langage atonal mais non sériel.
- sans indication
- Adagio
- Allegro con spirito - Andante

## Source
- François-René Tranchefort (dir.), Guide de la musique de piano et de clavecin, Paris, Fayard, coll. « Les indispensables de la musique », 1987, 870 p. (ISBN 978-2213016399, BNF 34978617), p. 344-346